# Alexander Schön
Alexander Schön (* 20. August 1864 in Hamburg; † 9. Januar 1941 ebenda) war ein Hamburger Rechtsanwalt. Er war Präsident der Hamburgischen Bürgerschaft.

## Leben
Schöns Vater war der Unternehmer und Politiker Gustav Adolf Schön. 
Er studierte an der Ruprecht-Karls-Universität Heidelberg und der Eberhard-Karls-Universität Tübingen Rechtswissenschaft. 1884 wurde er im Corps Guestphalia Heidelberg und im Corps Suevia Tübingen recipiert. Als Inaktiver wechselte er an die Kaiser-Wilhelms-Universität Straßburg. 1887 schloss er das Studium mit einer Dissertation in Heidelberg ab. 
In den folgenden Jahren absolvierte er seinen Militärdienst, zuerst im Infanterie-Regiment „Kaiser Wilhelm, König von Preußen“ (2. Württembergisches) Nr. 120, dann im 4. Garde-Regiment zu Fuß in Berlin. 
1891 ließ sich Schön als Rechtsanwalt in Hamburg nieder. Er trat 1899 in den Staatsdienst und wurde Rat im Seeamt. Später wurde er dessen Vorsitzender. 1909 wurde er in die Hamburgische Bürgerschaft gewählt, der er bis 1919 angehörte. Von 1912 bis 1919 war Schön Präsident der Bürgerschaft. Schön war Mitglied und 1901–1906 Dominus praeses des Academischen Clubs zu Hamburg. Die Schöns besaßen das Gut Einhaus bei  Oldenburg (Holstein).
1912 duellierte sich Schön im Rahmen der Hamburger Turfaffäre mit Walther Graf v. Königsmarck auf Pistolen. Das Duell verlief unblutig.